# John William King
John William King (ur. 3 listopada 1974 w Atlancie, zm. 24 kwietnia 2019 w Huntsville) – amerykański przestępca, zwolennik białej supremacji, skazany za morderstwo czarnoskórego Jamesa Byrda Jr. na tle rasistowskim 7 czerwca 1998 w Jasper w stanie Teksas. W lutym 1999 roku, King został uznany winnym popełnienia morderstwa ze szczególnym okrucieństwem i skazany na karę śmierci. Osądzono również dwóch jego wspólników – Lawrence’a Brewera oraz Shawna Berry’ego. Brewer również został skazany na karę śmierci, którą wykonano w 2011 roku, natomiast Berry został skazany na dożywocie.
Przed morderstwem King przebywał w więzieniu, gdzie grupa czarnoskórych skazańców dokonała na nim aktu zbiorowego gwałtu. Choć mężczyzna nie miał prawdopodobnie wcześniej kontaktów z grupami rasistowskimi, dołączył do grupy białych rasistów w więzieniu dla własnego bezpieczeństwa. Amerykański magazyn Salon napisał:
Ofiary gwałtu w więzieniu często kierują swoją wściekłość na niewinnych, gdy zostaną wypuszczeni. (...) Wkrótce po rozpoczęciu odbywania kary King, podówczas mający 170 cm wzrostu i ważący 64 kg, został zaatakowany przez czarnych współwięźniów i zgwałcony (...) Z lochów wyszedł odmieniony.